# 張日晸
張日晸，原名日暄，字東升，號曉瞻，贵州清鎮人，清朝政治人物、進士出身。

## 生平
嘉慶二十二年（1817年）丁丑科進士，二甲四十二名，改翰林院庶吉士，散館授編修，官至雲南巡撫。著有《庶常集》、《編修集》。

## 延伸阅读
[在维基数据编辑]
 《清史稿·卷381》，出自趙爾巽《清史稿》